# 라라 두타
라라 두타(힌디어: लारा दत्ता, 영어: Lara Dutta, 1978년 4월 16일 ~ )는 인도의 배우이다.

## 출연 작품
- 웰컴 투 뉴욕 (2018)
- 아즈하르 (2016)
- 피투르 (2016)
- 싱 이즈 블링 (2015)
- 데이비드 (2013)
- 차로 딜리 (2011)
- 천재 사기꾼 돈: 세상을 속여라 (2011)
- 두 낫 디스터브 (2009)
- 빌루 (2009)
- 그 남자의 사랑법 (2008)
- 댄스 베이비 댄스 (2007)
- 옴 샨티 옴 (2007)
- 진다 (2006)
- 엑 아지나비 (2005)
- 노 엔트리 (2005)
- 마스티 (2004)
- 안다즈 (2003)